# Projektivní přímka
Projektivní přímka je matematický pojem z oblasti geometrie, který označuje jednodimenzionální projektivní prostor. Projektivní přímka nad tělesem T, značená P1(T), může být zkonstruována jako množina všech jednodimenzionálních podprostorů dvourozměrného vektorového prostoru T2.

## Homogenní souřadnice
Body na projektivní přímce je možné vyjadřovat pomocí homogenních souřadnic, tedy pomocí dvojic
{\displaystyle [x_{1}:x_{2}]}
prvků z T, kde je vždy alespoň jedna z hodnot nenulová. Dva takové páry jsou považované za shodné, pokud se hodnoty liší o stejný násobek λ:
{\displaystyle [x_{1}:x_{2}]=[\lambda x_{1}:\lambda x_{2}].}
Jednorozměrný prostor T může být ztotožněn s podmnožinou P1(T)
{\displaystyle \left\{[x:1]\in \mathbf {P} ^{1}(T)\mid x\in T\right\}.}
Tato podmnožina obsahuje celou množinu P1(T) kromě jediného bodu, tento bod se nazývá nevlastní bod, případně bod v nekonečnu a bývá tak i značen:
{\displaystyle \infty =[1:0].}